# Дондуа, Хатуна
Хатуна Дондуа (груз. ხათუნა დონდუა; 7 августа 1961, Тбилиси — 20 июля 1999, там же) — грузинский тележурналист, корреспондент, комментатор, обозреватель, диктор телевидения.

## Биография
Родилась 7 августа 1961 года в Тбилиси. С детства была очень разносторонним и одарённым человеком, школу закончила с золотой медалью. С 1971 года — с момента образования, и до 1978 года Хатуна была участницей детского вокально-инструментального ансамбля «Мзиури» Тбилисского дворца пионеров и школьников (вокал, соло-гитара). В его составе неоднократно выступала в различных городах Советского Союза, а также побывала в ГДР, Венгрии, Румынии, ФРГ, Голландии.
Высшее образование получила на факультете журналистики Тбилисского государственного университета. В 1990-е годы — ведущая информационной программы «Моамбэ» на первом канале грузинского телевидения. Создавала телевизионные репортажи на злободневные темы (например, о пропавших из галереи картинах, найденных в ходе журналистского расследования).
Ушла из жизни 20 июля 1999 года после тяжёлой болезни. Похоронена в пантеоне Сабуртало.
Дети — Гванца (врач-невролог, доктор медицинских наук) и Бека (юрист). Есть внуки.

## Награды
В 2006 году была (посмертно) награждена премией «Золотое крыло» Федерации журналистов Грузии.

## Память
В 2001 году именем Хатуны Дондуа названа улица в Тбилиси (бывший 1-й переулок Петра Монтина, район Кукия). На этой же улице, на доме № 7, где жила Хатуна Дондуа, была установлена мемориальная доска.